# Alue Gro
Alue Gro is een bestuurslaag in het regentschap Aceh Jaya van de provincie Atjeh, Indonesië. Alue Gro telt 157 inwoners (volkstelling 2010).